# 西文兴村
35°33′40″N 112°08′32″E / 35.56111°N 112.14222°E
西文兴村位于中国山西省沁水县土沃乡，目前仅有50多户、200余人，村民多为柳姓。柳氏民居于2006年被列为第六批全国重点文物保护单位。
西文兴柳氏据说是唐代柳宗元后裔。。柳氏族人从长安搬回祖籍山西隐居中条山一带。
直至500年后的明初，柳氏开始复兴。据称西文兴柳氏第一代柳琛永乐四年殿试三甲，赐同进士出身，由翼城县迁沁水县历山西文兴村建宅。第三代柳騄，成化十六年（1480年）庚子科中，授正六品承德郎。第五代柳大武，壬辰科武状元，柳大夏赐进士出身。第六代柳遇春，嘉靖二十五年（1546年）丙午科中，任山东宁海知州，补陕西同州知州。嘉靖二十三年（1544）和嘉靖二十九年（1550），为柳騄和柳遇春祖孙分别立功德牌坊“丹桂传芳牌坊”和“青云接武牌坊”。
清乾隆年间，柳春芳和柳茂中父子在经营盐业和典当业致富。
柳氏民居创建于明嘉靖二十九年（1550年），占地四千余平方米，共有房屋114间，除两座石牌坊为明代所建，其它建筑均为清代所建。现保存完整的有六座院落：
- 司马第：村内保存完整、最具代表性的院落，为两进四合院，院门设在东南角，中轴线上有倒座、正房和上房，两侧建有厢房。正房面阔三间，进深六椽，二层楼阁式，悬山顶。村内的两座石牌坊（丹桂传芳牌坊、青云接武牌坊）即在司马第院内。[3]
- 中宪第
- 河东世泽
- 行邀天宠
- 香泛柳下
- 磐石长安